# Komeet Machholz
De komeet Machholz (officiële benaming C/2004 Q2) is een langperiodieke komeet die vanaf januari 2005 enige tijd aan de noordelijke sterrenhemel zichtbaar was met het blote oog.
De komeet werd op 27 augustus 2004 ontdekt door de Amerikaanse kometenjager Donald E. Machholz, die eerder al de kortperiodieke kometen 96P/Machholz en 141P/Machholz (naast nog zeven andere langperiodieke) had ontdekt.
Komeet Machholz heeft een geschatte omlooptijd van circa 120.000 jaar. Machholz naderde de Aarde op 5 januari 2005 op een afstand van slechts 0,35 AE (circa 50 miljoen km). Zijn perihelium bereikte hij op 24 januari van dat jaar, op circa 1,20 AE.

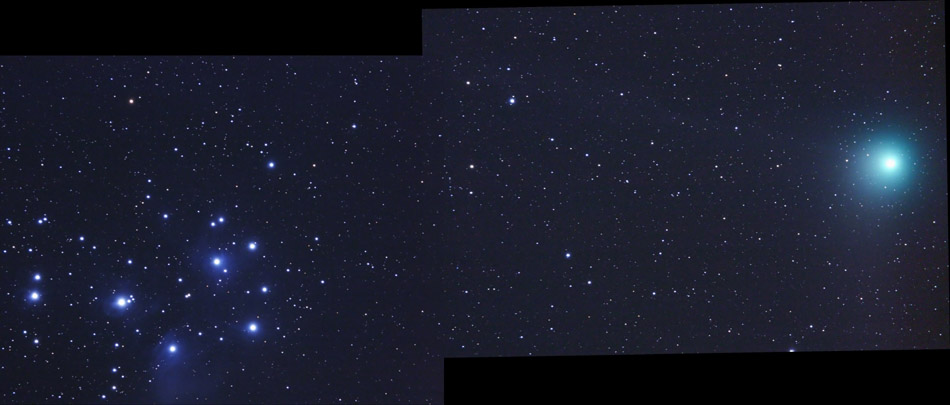
Komeet Machholz naast de Plejaden, 8 januari 2005